# متحف جدة للمجسمات
متحف جدة للمجسمات، (بالإنجليزية: Jeddah Sculpture Museum)‏ هو أول متحف مفتوح للمجسمات الفنية في مدينة جدة (غرب السعودية)، حيث افتتح في مارس من عام 2013، بعد أن جُمعت الأعمال الفنية، المصنوعة من البرونز والحديد، والموزعة في المدينة منذ منتصف سبيعينات القرن العشرين. ويقع المتحف في الجزء الشمالي من الكورنيش الأوسط بين مسجد العناني وقصر السلام على مساحة 7 آلاف متر مربع.

## التاريخ
في منتصف سبعينيات القرن العشرين، دعت أمانة محافظة جدة، إحدى الإدارات الحكومية المعنية بالإدارة البلدية للمدينة، فناني العالم للمساهمة في رفد المدينة الساحلية بـ 600 عمل فني، واقتنت الأمانة 400 عمل نحتي في خطوة مثلث واحدة من أكثر مقتنيات الفن في العالم حينها، لفنانيين من عدة دول في العالم من بينهم الفنان البريطاني هنري مور، والفنانان الفرنسيان فيكتور فزارالي وسيزار بالداشيني، والفنان الإسباني خوان ميرو والفنان الأمريكي الكسندر كالدر والفنان الألماني جين آرب.
ومع توسع المدينة، وبسبب عوامل الطقس والزمن، عانت الكثير من الأعمال الفنية في الميادين العامة، ما دفع بالمدينة بالتعاون مع أحد المؤسسات الثقافية غير الربحية إلى ترميم عدد منها عام 2000، وبرزت فكرة تخصيص مساحة لعرض أبرز المنحوتات الفنية على الكورنيش الأوسط والذي يعرف محلياً بـ"الحمراء"، واختير 26 عملاً فنياً ليكون في المتحف المفتوح. ويطلق الفنانون السعوديون على تلك الحقبة بحقبة "تجميل جدة".

## الأعمال الفنية
يضم متحف جدة للمجسمات (المتحف المفتوح) مجموعة من الأعمال المنحوتة المصنوعة من البرونز والحديد لفنانين عالميين، عملت على إعادة ترميمها مؤسسة بريطانية عبر مؤسسة غير ربحية سعودية، ويضم المتحف على مساحته البالغة 7 آلاف متر مربع أربعة أعمال للفنان الإنجليزي، هنري مور (1898-1966)، وثلاثة أعمال للفنان الإيطالي أرنالدو بومودورو (1926-)، وثلاثة أعمال للفنان المجري فكتور فاسارلي (1906-1997)، وعملين للفنان الإسباني خوان ميرو (1893-1983)، وعمل لكل من الفنانيين الألماني جان أرب (1886-1966)، الفرنسي سيزار بالداشيني (1921-1998)، الليتواني جاك ليبشتز (1891-1973)، دراغو مارين تشيرينا (1949-)، الفنلندية إيلا هلتونن (1922-2003)، الأمريكي ألكسندر كالدر (1898-1976)، الفرنسي سلفستر مونييه (1949-).
| العمل الفني                                 | الفنان              |
| ------------------------------------------- | ------------------- |
| منحوتة تدوير الجزء الأول رقم 3: (1976-1975) | أرنالدو بومودورو    |
| مكعب 4 (1967-1975)                          | أرنالدو بومودورو    |
| كتلة دائرية (1969)                          | أرنالدو بومودورو    |
| خطوة إلى الأمام                             | جان أرب             |
| تبديلات إلى الفضاء (1982)                   | فرانسوا كوفاكس      |
| طائر                                        | خوان ميرو           |
| مشروع لمجسم تذكاري                          | خوان ميرو           |
| العين                                       | شيزار بالداتشيني    |
| وهم المكعب الثاني                           | فكتور فاسارلي       |
| تبديل مواقع                                 | فكتور فاسارلي       |
| توازن في الهواء                             | فكتور فاسارلي       |
| بهجة الحياة                                 | جاك ليبشتز          |
| بدون عنوان                                  | دراغو مارين تشيرينا |
| لهب الحياة                                  | إيلا هلتونن         |
| مرونة التوازن (1974)                        | ألكسندر كالدر       |
| بيضوي مع نقاط (1968-1970)                   | هنري مور            |
| قطعة مغزلية كبيرة (1968)                    | هنري مور            |
| ثلاثة أجزاء متكئة شكل رقم 1 (1961-1962)     | هنري مور            |
| التحفيز باستقامة رقم 2 (1955-1956)          | هنري مور            |
| أشعة الشمس (1985)                           | سلفستر مونييه       |